# Świdnica (województwo lubuskie)
Świdnica (do 1945 niem. Schweinitz) – wieś gminna (dawniej miasto) w Polsce, położona w województwie lubuskim, w powiecie zielonogórskim, w gminie Świdnica.
Świdnica uzyskała lokację miejską w 1514 roku, zdegradowana w 1519 roku. W latach 1975–1998 miejscowość położona była w województwie zielonogórskim.

## Historia
Najstarszą wzmiankę o wsi Swidnitz odnotowano około 1300 roku, a następna wzmianka o wsi pochodzi z 1376 roku i odnosi się do miejscowego proboszcza. Jako właściciel części wsi został poświadczony w 1396 roku Heinrich Młodszy von Kittlitz, patron świdnickiego kościoła. Prawdopodobnie wówczas zbudowano pierwszą siedzibę tego rodu. W roku 1428 wymieniono następnego właściciela wsi, którym był Otto von Kittlitz. W latach 1460–1471 dziedzicznym panem wsi był ten sam Otto lub jego następca z rodu Kittlitzów, noszący to samo imię. Przedstawiciele tego rodu mieszkający w Świdnicy byli odnotowywani jeszcze w innych piętnasto- i szesnastowiecznych źródłach. Hans Christoph III w 1702 roku sprzedał majątek Ottonowi Abrahamowi von Diebitschowi, którego wspomniano jeszcze w 1718 roku. W ciągu XVIII i XIX stulecia dość często zmieniali się właściciele majątku w Świdnicy. Należał on w XVIII wieku do rodzin Stentschów i Prittwitz-Gaffronów zaś do Schneiderów i hrabiego Artura von Knobelsdorffa w XIX. Jedna część wsi w 1842 liczyła 148 domów i 844 mieszkańców, a we wsi pracowały wówczas młyny wodne, cegielnia oraz gorzelnia. Do dóbr szlacheckich należały ponadto dwa folwarki: tzw. dolny i leśny oraz olejarnia. W drugiej części wsi odnotowano w 145 domach 722 osoby, ponadto pięć młynów, cegielnię i gorzelnię. Specjalizowano się w Świdnicy w hodowli bydła oraz owiec. Do czasu przejęcia dóbr świdnickich w XX wieku przez państwo polskie nastąpiła kilkakrotna zmiana ich właścicieli, a wymienia się wśród nich Maxa Stobera i Brunona Funka. 23 grudnia 1514 roku dzięki staraniom Balthasara von Kittlitza Władysław Jagiellończyk, król Czech i Węgier nadał miastu przywileje, m.in. prawo składu soli oraz urządzania ośmiu jarmarków rocznie. Świdnica bezpowrotnie utraciła prawa miejskie już w XVII wieku, co było spowodowane bliskim położeniem konkurencyjnej Zielonej Góry, a także niszczącymi skutkami wojny trzydziestoletniej. W roku 1702 – ostatni z rodu Kietliczów na Świdnicy, Hans Christoph III, sprzedał część wsi (wraz z folwarkiem i dworem) Ottonowi Abrahamowi von Diebitsch z Podlegórza niedaleko Sulechowa.

## Zabytki
Do wojewódzkiego rejestru zabytków wpisane są:
- kościół św. Marcina, rzymskokatolicki parafialny[8], z XIV wieku, XVI wieku, XIX wieku.Wzniesiono go jako kamienno-ceglaną (z dodatkiem rudy darniowej), jednonawową budowlę z trójbocznie zamkniętym, wzmocnionym przyporami prezbiterium, a także zakrystią oraz wieżą[6]. Wnętrze przebudowano w latach 1552–1576, powiększono okna oraz założono w prezbiterium kolebkowo-krzyżowe sklepienie. Po 1580 roku wzniesiono kwadratową wieżę, a podwyższono ją i przekształcono po 1883, nadając jej charakter neogotycki. Wieża w obecnym kształcie jest wzmocniona narożnymi skarpami i zdobią ją pilastry oraz gzyms, a wieńczy kopulasty hełm[6]. Dachem dwuspadowym jest nakryły korpus nawowy, a prezbiterium wielospadowym. Zamknięte półkoliście okna doświetlają wnętrze świątyni. Stropem drewnianym jest przykryta nawa, a zakrystia i prezbiterium sklepieniami kolebkowymi z lunetami[6]. Zachowały się na wewnętrznych ścianach świątyni dziewiętnastowieczne polichromie przedstawiające św. Pawła Pustelnika i Mojżesza w prezbiterium, Dawida i św. Cecylię nad emporą organową, a na północnej ścianie nawy Świętą Rodzinę w Nazarecie i Jezusa u Marii i Marty w Betanii. W wyposażeniu kościoła znajdują się; barokowy ołtarz główny z figurą Matki Boskiej z Dzieciątkiem z 1735 roku, boczny z 1731 roku, podobnie z figurą Matki Boskiej z Dzieciątkiem z XIV wieku oraz chrzcielnica z 1735 roku i osiemnastowieczna ambona[6]. Znajdują się również w świątyni późnorenesansowe, całopostaciowe płyty epitafijne z końca XVI wieku, poświęcone członkom rodu von Kittlitz oraz jedna z 1606 roku, upamiętniająca Heinricha von Zedlitza[9]. Najstarszą płytę poświęconą zmarłemu w 1553 roku, w wieku 99 lat, Balthasarowi von Kittlitzowi zawieszono na północnej ścianie nawy. Płyta upamiętniająca jego żonę (zmarła w 1560 roku) zawisła obok. Krypta, w której w XVI wieku pochowano, częściowo w metalowych sarkofagach, przedstawicieli miejscowej szlachty znajduje się pod zakrystią. Podczas przeprowadzonej w 2007 roku analizy epigraficznej płyt nagrobnych oraz prac porządkowych i powiązanych z analizą antropologiczną zmarłych, zidentyfikowano kilku członków rodu von Kittlitz. Kościół otoczony jest przez w części zachowany, kamienny mur z bramą barokową oraz figurami św. Jana Nepomucena i Matki Boskiej[6].
- kościół ewangelicki, obecnie rzymskokatolicki filialny pod wezwaniem MB Królowej Polski, wzniesiony w latach 1794–1796, XIX wieku. Zbór zbudowano z kamienia i cegły na planie prostokąta i nakryto dachem mansardowym[10]. Czworoboczna wieża, w górnej kondygnacji jest sześcioboczna, zwieńczona szpiczastym hełmem ostrosłupowym. W świątyni, przykrytej stropem drewnianym, zachowały się dwukondygnacyjne empory wsparte na masywnych słupach. Znajduje się tu na emporze organowej półkoliście wygięty parapet, a malowana na deskach barokowa polichromia przedstawiająca sceny ze Starego i Nowego Testamentu zdobi strop. Pochodzi ona z rozebranego kościoła ewangelickiego w Kożuchowie, a w 1983 roku zamontowana w Świdnicy[10]. W wyposażeniu świątyni znajduje się późnobarokowy ołtarz główny, rzeźby świętych Piotra i Pawła z końca XVIII wieku, rzeźba Chrystusa Zmartwychwstałego z długiej połowy XVIII stulecia, z 1795 roku neobarokowy prospekt organowy zdobiony snycerką oraz organy z tego samego okresu[10].
- zespół pałacowy, ul. Długa 27, z 1607 roku, XIX wieku: 
  - Pałac w Świdnicy – renesansowy obiekt o charakterze rezydencji jest datowany na 1602 rok i był siedzibą rodu von Kittlitz. Zbudowano go prawdopodobnie według projektu A. Albertiego z Urbino dla komandora zakonu joannitów Johanna Christopha von Kittlitza. Zachowana do dziś budowla to przekształcony starszy, szesnastowieczny dwór. Na renesansowym portalu zdobiącym główne wejście do budynku widnieje data ukończenia przebudowy i należy dodać, że dwór był modernizowany po 1700 roku, a następnie remontowany po powodzi w 1863 roku[10]. W latach 1970–1974 miał miejsce ostatni gruntowny remont, gdy przeznaczono go na siedzibę muzeum. Początkowo dwór był trójskrzydłowy, a obecnie jest pozbawiony skrzydła zachodniego. Zachowany do dziś obiekt ma kształt litery „L”, który charakteryzują wysokie szczyty i jest nakryty dachami dwuspadowymi. Obecna siedziba Muzeum Archeologicznego Środkowego Nadodrza, a prezentowane są tam znaleziska archeologiczne z terenów byłego województwa zielonogórskiego, datowane od schyłku paleolitu (około XIII tysiąclecia przed Chrystusem) po czasy nowożytne[10].
  - park
  - stajnia
  - chlewnia
- park dworski II, z połowy XIX wieku – w epoce romantyzmu regularnie rozplanowany, później przekształcony w założenie krajobrazowe. Dziś w parku można zobaczyć jedynie resztki zabytkowego drzewostanu[11].
- willa i ogród, ul. Długa 15, z 1800 roku, w 1860 roku

inne zabytki:
- plebania barokowa z drugiej połowy XVIII wieku. Jest murowanym z cegły, parterowym budynkiem założonym na planie prostokąta i nakrytym mansardowym dachem z naczółkami oraz lukarnami.

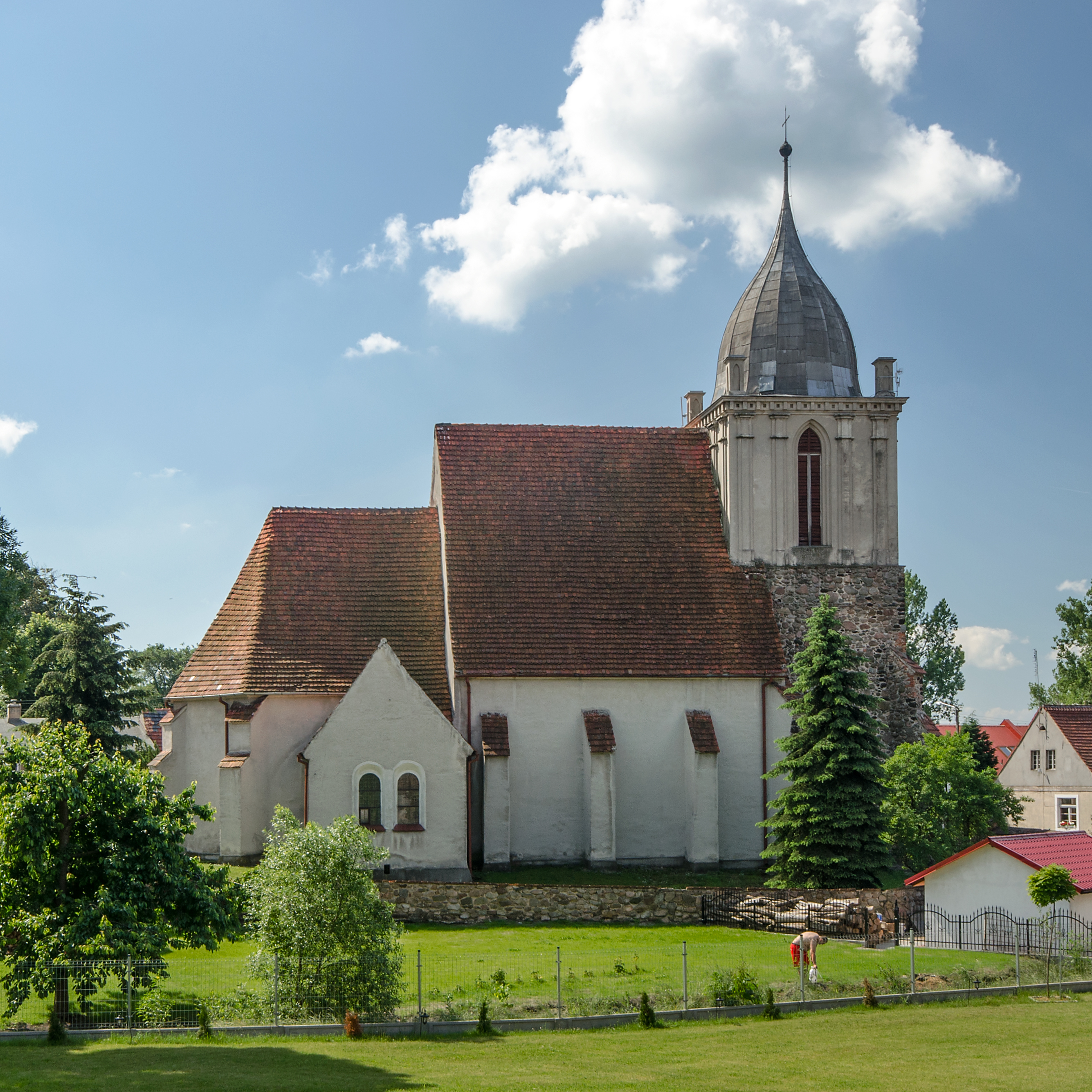
Kościół św. Marcina Biskupa
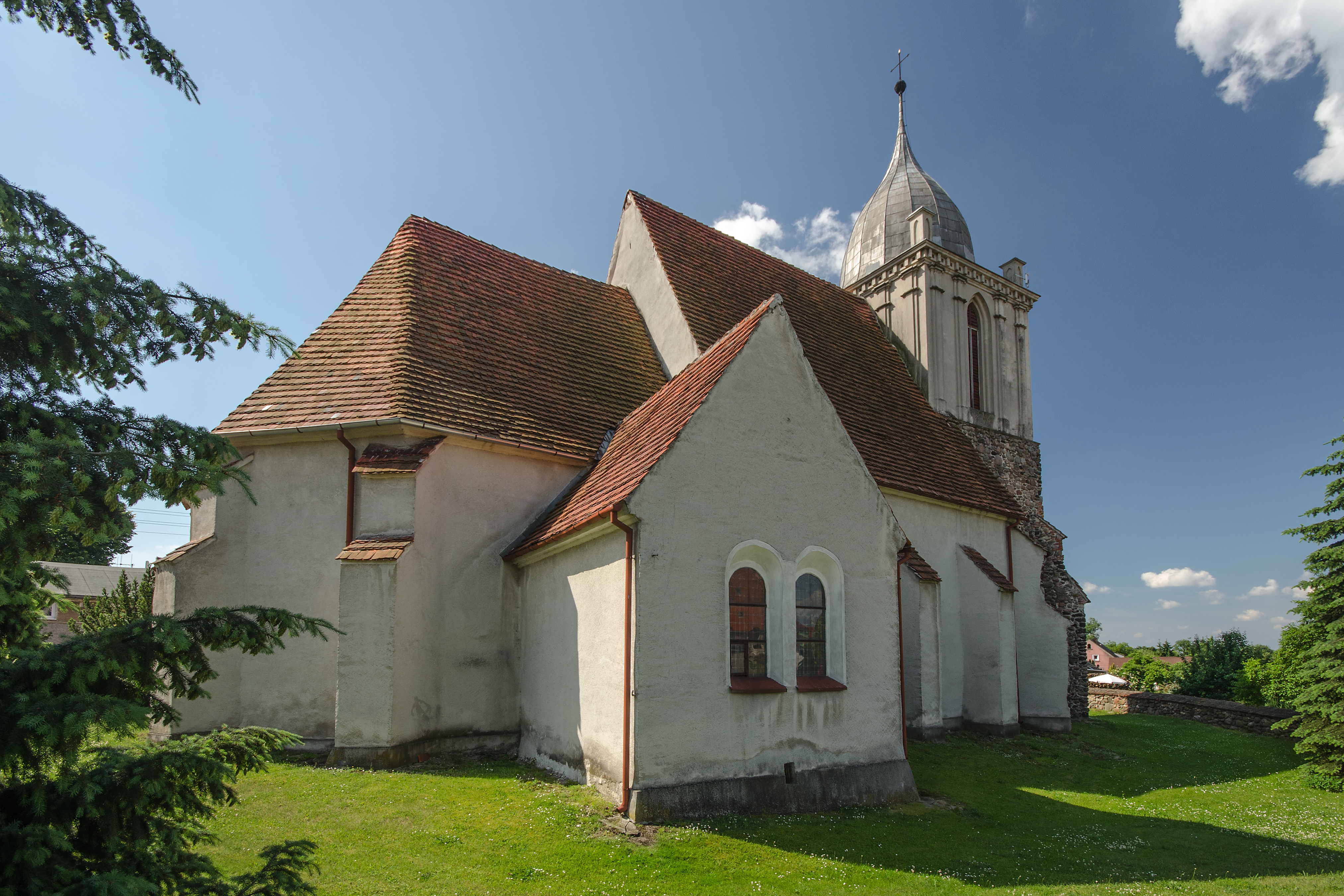
Kościół św. Marcina Biskupa
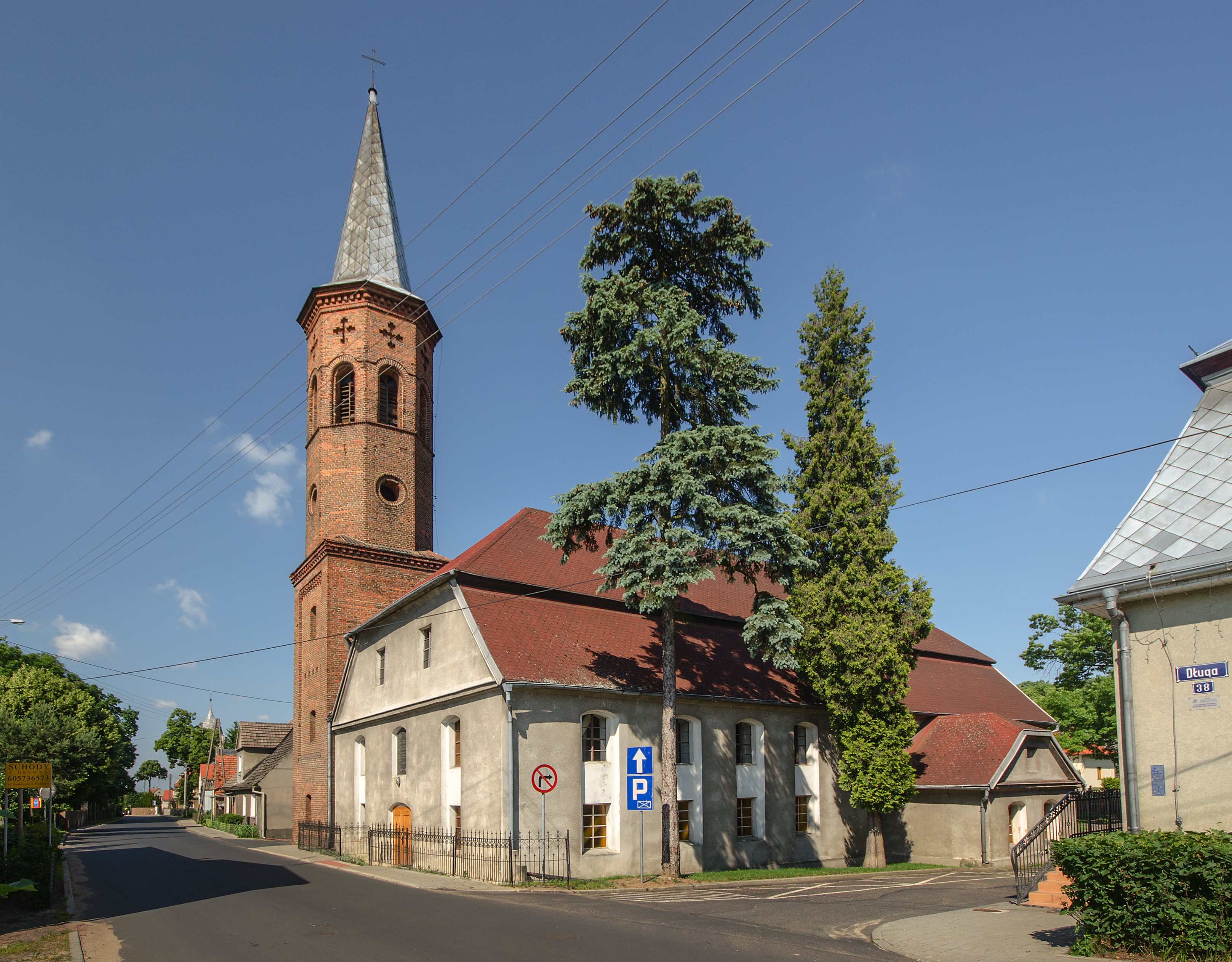
Kościół NMP Królowej Polski
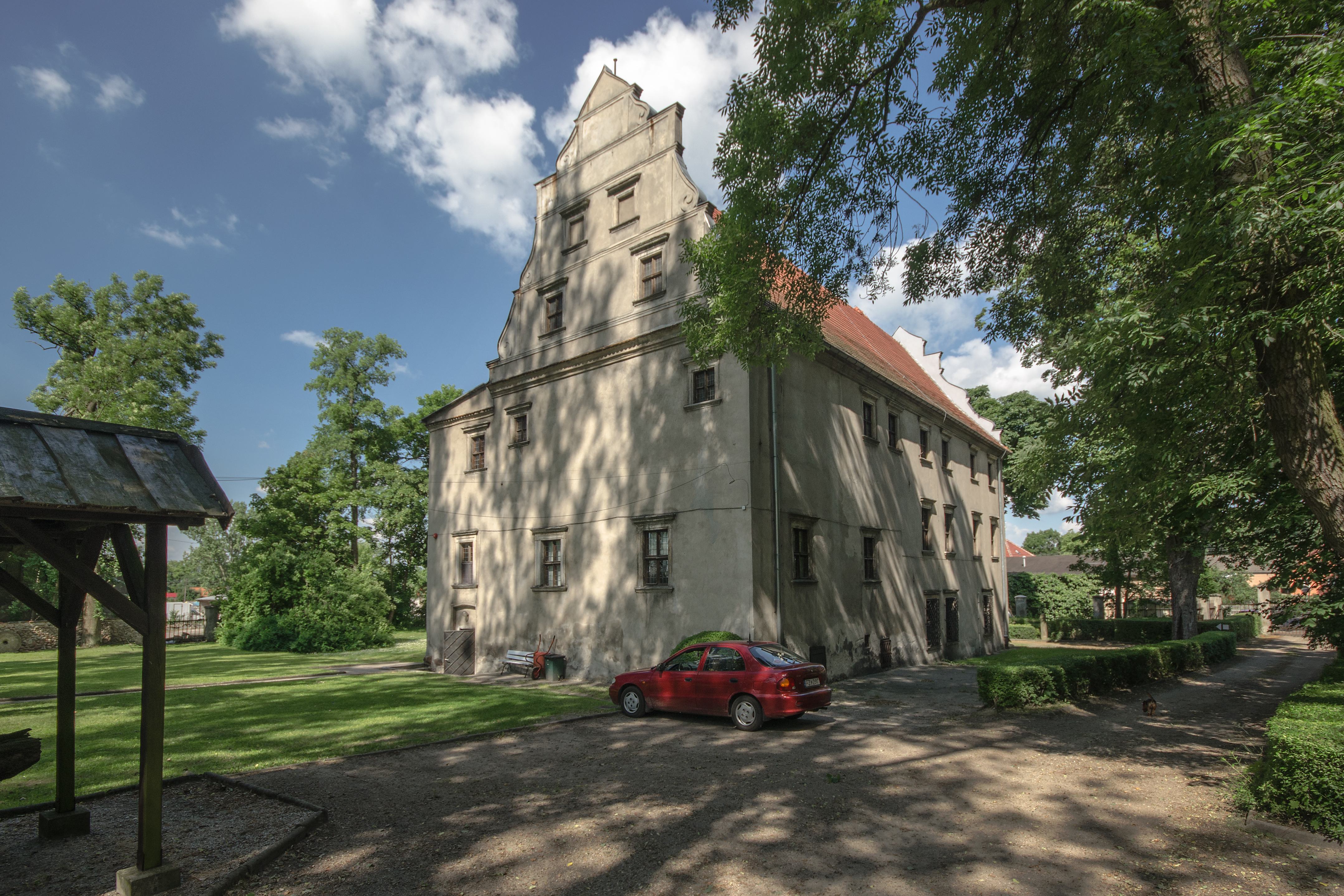
Pałac w Świdnicy
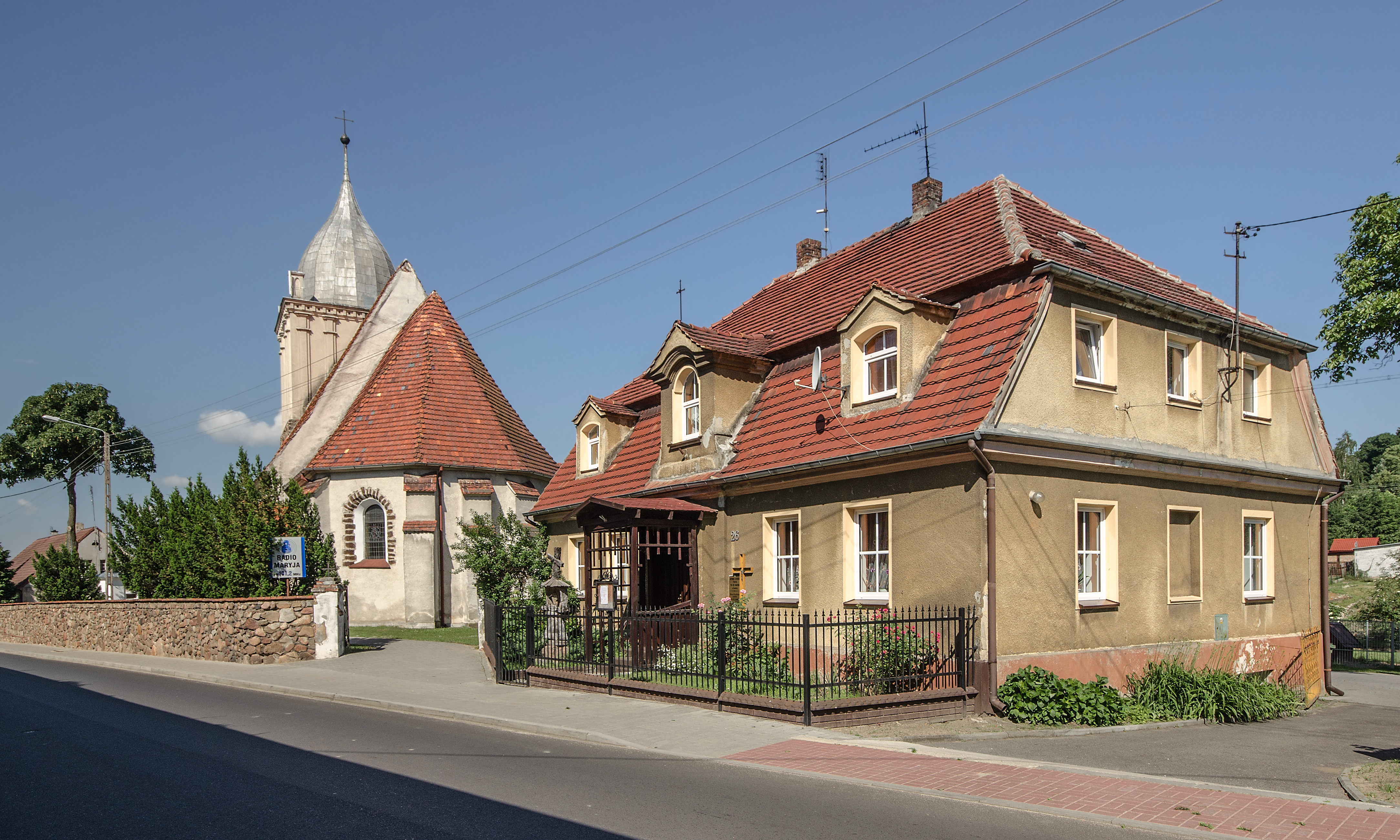
Plebania